# フィリップ・ホリデー
フィリップ・ホリデー（Philip Holiday、1970年5月23日 - ）は、南アフリカ共和国とオーストラリアの男子プロボクサー。ハウテン州ベノーニ出身。2002年に国籍をオーストラリアに変更しブリスベン在住。元IBF世界ライト級王者。

## 来歴
1991年4月18日、ホリデーはライト級でプロデビュー。2回TKO勝ち。
1993年1月16日、自身初の海外試合がアメリカ合衆国でのデビュー戦となり、テキサス州サンアントニオのフリーマン・コロシアムでヴァルデル・スミスと対戦し最終8回TKO勝ち。
1993年4月6日、元世界ランカーのチャック・リチャーズと対戦しキャリア初苦戦ながらも8回3-0(2者が78-75、77-75)の判定勝ち。
1993年11月20日、元スーパーバンタム級世界ランカーのシュガー・ベイビー・ロハスと対戦し10回3-0(99-92、98-95、100-90)の判定勝ち。
1994年11月16日、ハロルド・ミラーと対戦し10回3-0(99-93、98-93、99-92)の判定勝ち。
1995年8月19日、国内タイトル挑戦経験なしでホリデーはいきなり世界初挑戦。オスカー・デ・ラ・ホーヤのスーパーライト級転向により空位になったIBF世界ライト級王座決定戦をミゲル・フリオと行い、10回TKO勝ちで王座獲得に成功した。
1995年11月4日、19戦全勝のロッキー・マルチネスと対戦し12回3-0(118-111、120-108、117-111)の判定勝ちで初防衛に成功した。
1996年2月17日、ジョン・ラークと対戦し10回2分32秒TKO勝ちで2度目の防衛に成功した。
1996年5月18日、オーストラリアメルボルンのザ・グラスハウスで元3階級制覇王者ジェフ・フェネックと対戦し2回2分18秒TKO勝ちでフェネックの4階級制覇の阻止と事実上の引導を渡す形で3度目の防衛に成功した。
1996年10月19日、後のIBF世界ライト級王者のフリオ・ディアスの兄ジョエル・ディアスと対戦し12回3-0(119-108、2者が119-110)の判定勝ちで4度目の防衛に成功した。
1996年12月21日、コネチカット州のモヒカン・サン・カジノで23戦全勝のイヴァン・ロビンソンと対戦し12回3-0(118-110、117-111、116-112)の判定勝ちで5度目の防衛に成功した。
1997年5月16日、ピート・タリアーフェロと対戦し初回にダウンを奪うも、2回にはホリデーもダウンを奪われる打撃戦でスタートするも王座獲得後ホリデーは久々の苦戦を強い12回2-1(2者が115-111、111-115)の僅差判定勝ちで6度目の防衛に成功した。
1997年8月2日、23戦全勝のシェーン・モズリーと対戦し12回0-3(113-116、111-117、114-115)の判定負けでキャリア初黒星を喫し7度目の防衛に失敗し王座から陥落した。
1998年10月17日、タンヴァー・アフメドと対戦し5回終了時棄権で勝利を収めた。
1999年2月27日、イギリスロンドンのヨーク・ホールでWBU世界ライト級王者コリン・ダンと対戦し12回0-3(111-117、112-116、110-118)の判定負けで王座獲得に失敗した。
2000年2月18日、デンマークオールボーのオールボー・ヘイレンでIBC世界ウェルター級王者トーマス・ダムダードと対戦し12回0-3(112-116、112-117、111-117)の判定負けで王座獲得に失敗した。
2000年7月19日、アリゾナ州フェニックスのベテランズ・メモリアル・コロシアムで3階級制覇王者のヘクター・カマチョの息子で28戦全勝のNABA北米スーパーライト級王者ヘクター・カマチョ・ジュニアと対戦し6回0-3(2者が53-59、55-57)の負傷判定負けで王座獲得に失敗した。
2001年6月16日、デンマークブロンドベイのブロンドベイ・ヘイレンで4戦全勝のアンドレス・スティーブと対戦し6回0-3(3者とも55-59)の判定負けで再起に失敗した。
2002年ホリデーはオーストラリアに国籍を変更し、ブリスベンに移住した。
2002年11月8日、7戦全勝のフリード・キヌティアと対戦し10回判定勝ち。
2003年1月19日、10戦全勝のムハマド・アブドゥラエブとWBOインターコンチネンタルスーパーライト級王座決定戦を行い、自身初のKO負けとなる4回55秒TKO負けで王座獲得に失敗し、現役引退を表明した。
2010年3月18日、7年振りに現役復帰。WBOオリエンタルウェルター級王者サムエル・コロムベンと対戦したが、初回にダウンを奪われるとどんどん劣勢に立たされ、11回終了時に棄権したため王座獲得に失敗した。
2010年6月10日、ジェイソン・コノフスキーとオーストラリアスーパーウェルター級王座決定戦を行い、10回2-1(97-98、96-95、97-93)の僅差判定勝ちで王座獲得に成功し王座在位のまま現役を引退した。

## 獲得タイトル
- IBF世界ライト級王座（防衛6度）
- オーストラリアスーパーウェルター級王座